# Arthonia beccariana
Arthonia beccariana är en lavart som först beskrevs av Bagl., och fick sitt nu gällande namn av Stizenb. Arthonia beccariana ingår i släktet Arthonia och familjen Arthoniaceae.   Inga underarter finns listade i Catalogue of Life.